# Georges Révoil
Pour les articles homonymes, voir Révoil.
Georges Emmanuel Joseph Révoil (né le 24 janvier 1852 à Nîmes, mort le 19 août 1894) à Pernambuco (Brésil) est un explorateur de l'Afrique, un photographe et un diplomate français (consul honoraire) du XIXe siècle.

## Parcours
Fils de l'architecte Henri Révoil, il est attaché au ministère de l'Instruction Publique puis devient consul honoraire.
Il se rend à plusieurs reprises, entre 1877 et 1883, en Somalie et plus généralement en Afrique orientale, pour le compte du gouvernement,,. En 1886, il dirige une mission en Afrique des Grands Lacs. Ces années sont marquées par une concurrence des puissances européennes dans l'exploration des territoires africains et la constitution de colonies, notamment entre la France, l'Angleterre, la Belgique, et l'Allemagne.
Il est l'une des personnes figurant aux côtés d'Arthur Rimbaud sur le perron de l'hôtel de l'Univers, à Aden, dans une photographie prise en 1880.
Sa publication  Voyages au Cap des Aromates  (1880) décrit une expédition sur les côtes de l'Afrique orientale et un deuxième voyage en Somalie britannique. Georges Révoil était un passionné de photographie. Il rapporte de la Somalie actuelle et de la zone autour de Mogadiscio de nombreuses photos. Ces dernières sont notamment montrées lors d'une conférence à la Société de géographie à Paris le 18 décembre 1884. Elles sont maintenant à la Bibliothèque nationale de France.
En juillet 1887, il devient vice-consul de France à Bassora. En novembre de la même année, il épouse Anne-Marie Oliveira, originaire du Brésil, dont il a trois enfants,. Puis il est nommé consul de France, exerçant en particulier en 1890 à San José (Costa Rica), puis à Asuncion. Il décède en août 1894, à Pernambuco, où réside la famille de sa femme et où, malade du béribéri, il s'était fait transporter,.
Le guêpier de Révoil, ainsi qu'une espèce de serpent, Brachyophis revoili, sont nommés en son honneur.

## Publications
- Voyages au cap des Aromates (Afrique orientale) 1877-1878. Illustrations d'Alexandre Ferdinandus et Georges Bellenger ; cartes gravées par Erhard d'après les croquis et documents de l'auteur. Paris, E. Dentu, 1880 (rééd. Victor Attinger, Paris, 1932)[14].
- La Vallée du Darror ; voyage aux pays Çomalis (Afrique orientale) types, scènes, paysages, panoramas hors texte, d'après les photographies et les croquis de l'auteur ; publiée par la Société de Géographie de Paris. Paris, Challamel aîné, 1882.
- Faune et flore des pays Çomalis (Afrique orientale), illustré par Charles-Émile Cuisin, Paris: Challamel Ainé, Éditeur, 1882.
- Notes d'archéologie et d'ethnographie dans le Somal, 1884.
- Dix mois à la côte orientale d'Afrique: la Vallée du Darror et le Cap Guardafui, Paris, Challamel et Cie, 1889.
- Vers les grands lacs de l'Afrique Orientale, par Lucien Heudebert d'après les notes de Georges Revoil, Paris, Librairie d'édition nationale, 1909[15].